# Ahmad ibn Hanbal

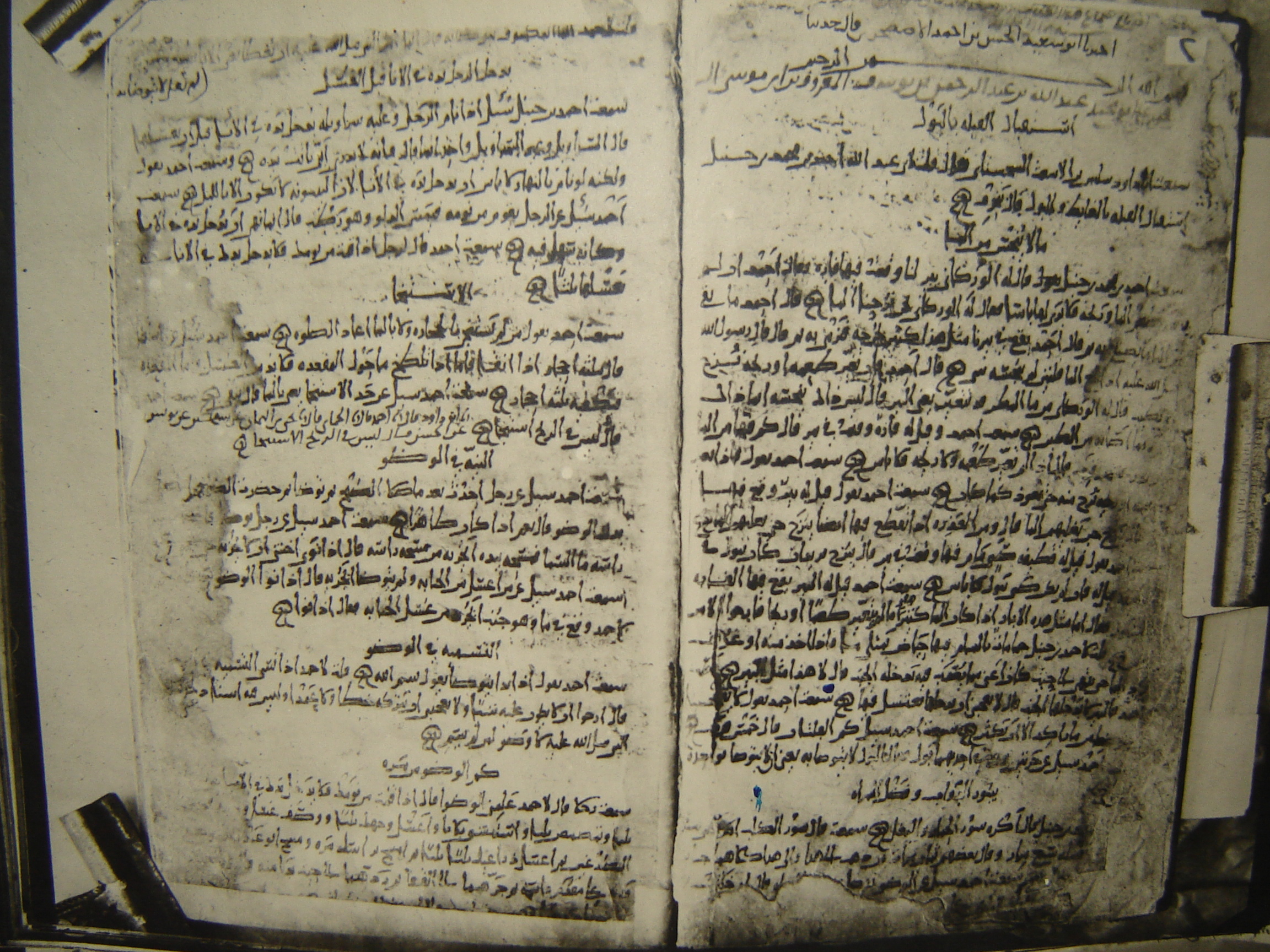
Rättslig skrift av Ahmed Ibn Hanbal.

Ahmed Ibn Hanbal, född 780, död 855, har fått ge sitt namn till den yngsta och minsta av de fyra sunnitiska rättsskolorna, den hanbalitiska. Han var mycket kritisk till hur rättsvetenskapen (fiqh) kommit att utvecklas och ville i stället återgå till de ursprungliga källorna, Koranen och haditherna. Hanbal ses även som försvarare av hadith och sunna-traditionen. I sitt sätt att leva försökte han att undvika att handla på något sätt som inte kunde styrkas genom Muhammeds sunna. Han motsatte sig också tolkningar av Koranen och sunna, då han menade att det skrivna ordet skulle tolkas bokstavligt. Enligt islam så har inte Gud någon kroppslig form men trots detta står det omnämnt i Koranen och sunna om Gud i antropomorfa termer, till exempel Guds hand, Guds tron, även olika namn på Gud används så som, den Barmhärtige och den Seende. Gud kallas även för hoa som betyder han. Ibn Hanbal menar att detta är något som vi bara ska acceptera utan att fråga hur. Allting kommer från Gud även mindre bra saker som ondska, tjuveri och otrohet. Men trots detta så menar Hanbal att Gud är rättvis och oklanderlig. Fredagsbön, jihad och de fem pelarna är något som varje muslim ska följa.

## Skola
Hanbal anses snarare vara en traditionalist än en jurist. Rättskolan baseras på Hanbals uttalanden, åsikter och fatwan som skrevs ner av hans efterföljare och elever. Hans efterföljare skulle komma att utveckla Hanbals traditionalism. Framför andra var Abū Bakr al-Khallāl (död 923) viktig då han utvecklade Hanbals lära och poängterade även Hanbals juridiska utlåtanden, vid sidan av hadithsamlingarna. Khallāls utveckling av läran kritiserades av dåtidens traditionalister eftersom han utökade rättens betydelse från att endast gälla haditherna. Khallāl anammade shafiitiska metoder för att tolka rätten och med de metoderna och hans syn på Hanbals lära började den hanbalitiska skolan på allvar ta sin form och utvecklas. Inte förrän på 1000-talet var den hanbalitiska rättsskolan helt etablerad. På 1300-talet utvecklade en hanbalistisk jurist en lära om fem godtagbara källor till att formulera rättsvetenskap. Koranen och Sunna, fatwan, uttalanden och slutligen när det inte finns någon annan källa att tillgå, resonemang kring analogislut. Viktigt är dock att de fyra sistnämnda källorna inte motsäger Koranen eller Sunna.
Den hanbalitiska skolan anses ofta vara den strängaste av de sunnitiska rättsskolorna. Islam är enligt skolan oföränderlig, att tjäna Gud är centralt och Koranen och Sunna rättsvetenskapens enda grundstenar. Trots att skolan anses strängast så är det viktigt att poängtera att så inte är fallet i alla avseenden.

### Utbredning
Den hanbalitiska rättskolan är den officiella i Saudiarabien. Den dominerar också, vid sidan av den shafiitiska rättsskolan, i Qatar. Muhammad ibn Abd al Wahhab, (död 1792) har gett sitt namn till wahhabismen, läran som dominerar i Saudiarabien än idag. Wahhabismen är mycket konservativ och i linje med al-Wahhabs traditionellas syn på teologi och gudsbild anammade han även den av tradition influerade hanbalitiska rättsskolan. Saudiarabien som formellt erkändes som ett land 1932 skulle anta både al-Wahhabs lära och den hanbalitiska rättsskolan. Landet hade tidigare bestått av två regioner och de hade länge kvar sin ursprungliga sed inom rättsvetenskapen. Sakteligen enades dessa regioner samt deras rättsväsende av kungen. I Saudiarabien är qādī-ämbetet centralt inom rättsväsendet. De olika ämbetena är inte nödvändigtvis knutna till den hanbalitiska rättsskolan men med tiden har rättsutövningen mer och mer anammat skolan.

## Övrigt
- Ahmad ibn Hanbal är känd bland annat för att han ansåg att onani inte var haram (förbjudet enligt islam).